# Катастрофа Ан-24 под Сиануквилем
Катастрофа Ан-24 под Сиануквилем — авиационная катастрофа, произошедшая в понедельник 25 июня 2007 года в провинции Кампот. Ан-24Б компании PMTair выполнял пассажирский рейс из Сиемреапа в Сиануквиль, но разбился на подходе к аэропорту, при этом погибли 22 человека. Вторая крупнейшая авиационная катастрофа в истории Камбоджи.

## Самолёт
Ан-24Б с заводским номером 99901908 и серийным 19-08 был выпущен Улан-Удэнским авиационным заводом 22 марта 1969 года. Затем его передали Министерству гражданской авиации (МГА СССР), где присвоили бортовой номер CCCP-47183 и к 3 апреля направили в Магаданское УГА. После распада СССР и ликвидации МГА СССР лайнер под бортовым номером RA-47183 начал эксплуатироваться в Колымаавиа. В феврале 2002 года самолёт начал под бортовым TN-AHB эксплуатироваться в республике Конго. С октября 2004 года по июль 2005 года под бортовым EX-041 он работал в Trans Air Congo, после чего был отставлен на хранение. 28 апреля 2006 года авиалайнер приобрела камбоджийская PMTair. Бортовой номер при этом сменился на XU-U4A. Общая наработка 38-летнего самолёта на день катастрофы составляла 35 092 часа налёта и 25 732 цикла (посадки).

## Экипаж
Экипаж состоял из 6 человек. Командиром был Николай Павленко, имевший узбекское гражданство (поначалу ошибочно считалось, что он гражданин России). Остальные 5 членов экипажа (3 члена лётного экипажа и 2 стюардессы) были камбоджийцами.

## Катастрофа
Утром 25 июня 2007 года самолёт выполнял внутренний пассажирский рейс PMT241 из Сиемреапа в Сиануквиль. Взлёт был произведён около 10:00. На борту находились 16 пассажиров: 13 из республики Корея и 3 из Чехии. Заход на посадку выполнялся в условиях ливневого дождя и низкой облачности. Около 10:40 и за 5 минут до посадки связь с бортом была потеряна. Для поисков пропавшего самолёта задействовали 7 вертолётов, а через 2 дня в среду 27 июня поисковые группы обнаружили обломки самолёта. В 57 километрах от аэропорта летящий в условиях плохой видимости Ан-24 на высоте около 500 метров врезался в  северо-восточный склон горы Бокор (провинция Кампот) и полностью разрушился. Все 22 человека на борту погибли.